# Naliściak pokrzywowiec
Naliściak pokrzywowiec (Phyllobius (Metaphyllobius) pomaceus) – gatunek chrząszcza z rodziny ryjkowcowatych i podrodziny Entiminae. Występuje od Europy Zachodniej po Syberię.

## Taksonomia
Gatunek ten został opisany po raz pierwszy w 1775 roku przez Charlesa De Geera pod nazwą Curculio urticae, natomiast epitet gatunkowy uznawany współcześnie za ważny nadany mu został w 1834 roku przez Leonarda Gyllenhaala.

## Wygląd

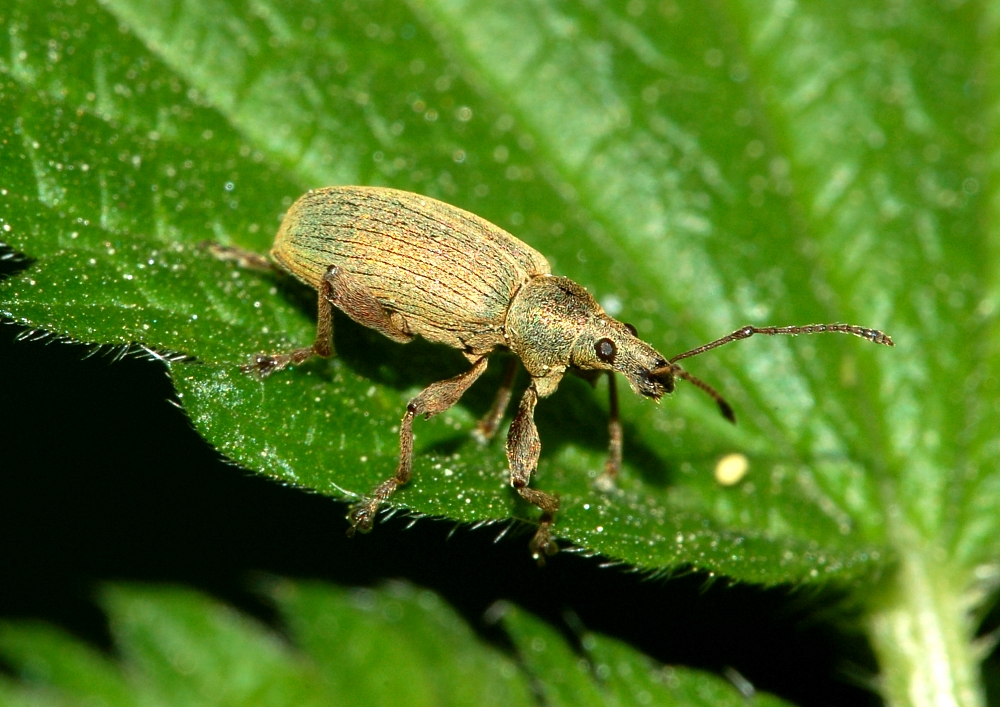
Imago na liściu

Chrząszcz o ciele długości od 6 do 7,8 mm, włącznie tarczką porośniętym metalicznie zielonymi, zielonkawymi lub złocistymi łuskami, które na pokrywach mają silnie wydłużony kształt i równomierne, gęste rozmieszczenie. Ryjek ma część podstawową pozbawioną krawędzi po bokach i wskutek tego robiącą wrażenie obłej, niezwężającą się przy nasadzie. Grzbietowa powierzchnia ryjka jest płaska do lekko wypukłej, między nasadami czułków równa szerokością czołu lub nieco od niego węższa, od czoła oddzielona delikatnym wgłębieniem lub leżąca na tej samej płaszczyźnie co ono. Barki pokryw są wypukłe. Odstające owłosienie w przedniej części pokryw jest krótkie i bardzo silnie przechylone do tyłu, niemal przylegające. Odnóża mają zrośnięte pazurki i zęby na udach. Barwa odnóży jest czarna, rzadziej czerwona, przy czym metaliczne i wąskie łuski występują na udach.

## Ekologia i występowanie

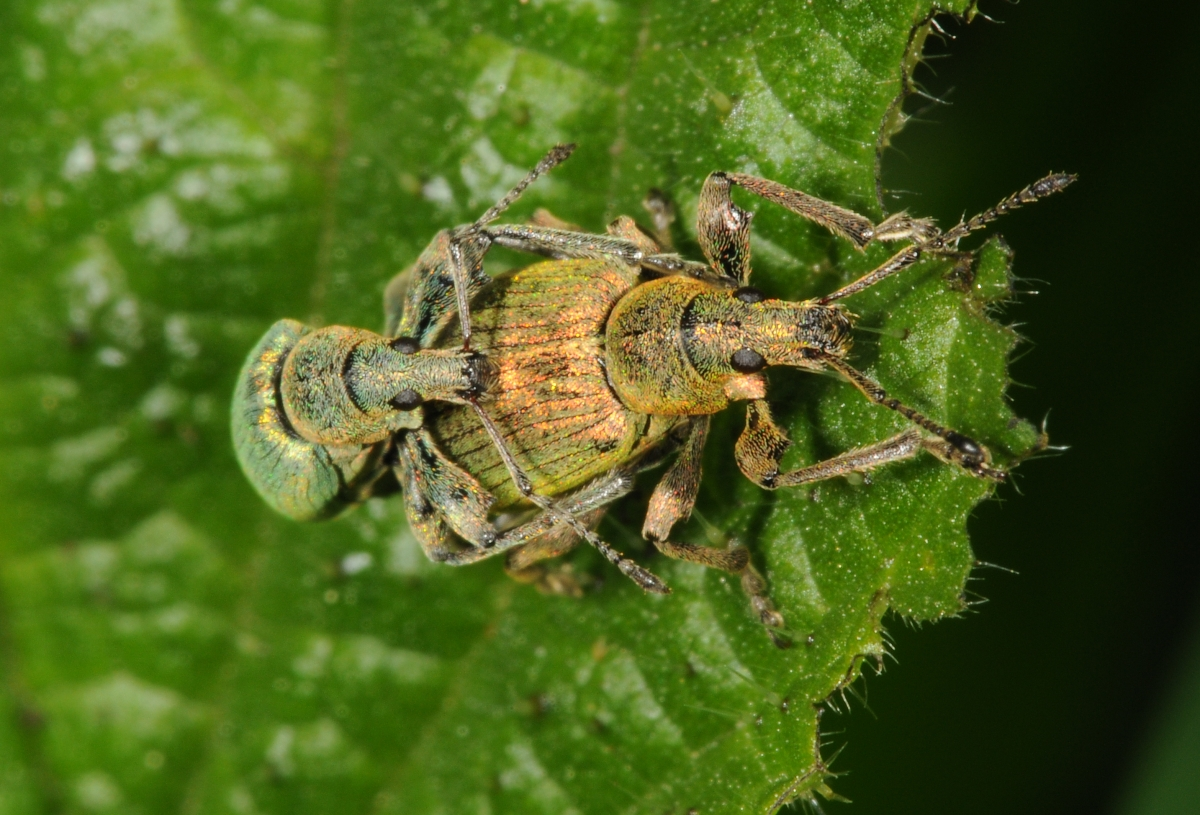
Kopulacja

Owad ten występuje od nizin po tereny górskie, zasiedlając skraje lasów i zarośli, doliny rzek i potoków, łąki, pola, parki, ogrody, zbiorowiska ruderalne, ugory i przydroża. Imagines spotyka się od maja do lipca na roślinach żywicielskich. Prowadzą aktywność dzienną. Są polifagiczne. Żerują na liściach i młodych pędach krzewów i roślin zielnych, w tym: pokrzywy zwyczajnej, wyce ptasiej, wierzby wiciowej, olszy szarej, głogu jednoszyjkowego, żywokostu lekarskiego, poziomki pospolitej i konopi siewnych. Samice składają jaja od maja do połowy czerwca. larwy przechodzą rozwój w glebie, odżywiając się korzeniami. Zimują w ostatnim stadium larwalnym, a przepoczwarczenie następuje w marcu lub kwietniu. 
Gatunek palearktyczny. W Europie stwierdzony został w Irladnii, Wielkiej Brytanii, Francji, Belgii, Holandii, Niemczech, Danii, Szwecji, Norwegii, Finlandii, Estonii, Łotwie, Litwie, Szwajcarii, Austrii, Polsce, Białorusi, Czechach, Słowacji, na Węgrzech, w Czarnogórze, Serbii, Mołdawii, Bułgarii i Rosji, gdzie na północ dociera do Karelii. W Azji znany jest z Kaukazu i Syberii. W Polsce występuje pospolicie na terenie całego kraju.